# Endepoel (kasteel)
Endepoel was een kasteel in het Nederlandse dorp Warmond, provincie Zuid-Holland. Het kasteel was vermoedelijk een omgrachte woontoren van negen bij zeven meter groot.
Het kasteel is vóór 1222 gebouwd. Claas Magnuszoon was rond 1300 met Endepoel beleend. Zijn dochter trouwde met Floris van Alkemade, waardoor Endepoel in 1326 in zijn familie terecht kwam. Tot 1561 bleef de familie Van Alkemade de eigenaar van Endepoel, totdat zij het verkochten.
Het kasteel verviel tot een boerderij. Zo werd Endepoel in 1665 gepacht door de boer Doe Jans Entepoel. Ondanks dat Endepoel nu niet meer was dan een boerderij, waren de oude rechten nog steeds aan Endepoel verbonden: zo had de eigenaar het visrecht in de Poel en het recht van zwanendrift.
De gewelfde kelder is behouden gebleven en maakt onderdeel uit van de boerderij aan de Endepoellaan.
Abbenbroek · Abspoel · Adegeest · Slot Alkemade ·  Altena · Arkelsburg · Bellesteyn · Huis ten Berghe · Binckhorst · Binnenhof · Blijdestein · Te Blotinghe · Boekenburg · Boekhorst · Boshuysen · Bulgersteyn · Burcht (Leiden) · Burcht (Voorne) · Slot Capelle · Coebel · Cranenburg · Crayestein · Cronesteyn · Crooswijk · Develstein · 't Huys Dever · Dirks Steenhuis · Ter Does · Duivenstein · Duivenvoorde · Endegeest · Endepoel · Foreest · Giessenburg · Gravensteen · Groot Haesebroek · 's Heeraartsberg · Hof van Wateringen · Holy · Slot Honingen · Kasteel van de Heren van Arkel · Kasteel van Gouda · Keenenburg · Kasteel Keukenhof · Klein Poelgeest · Huis te Langerak · Langestein · Huis te Liesveld · Ter Lips · De Loo · Madeburcht · Marenburch · Meerburg · Huis te Merwede · Huis ter Mey · Kasteel van der Meye · Niemandsvriend · Noordeloos · Oud-Berendrecht · Oud-Poelgeest · Oud Teylingen · Paddenpoel · Persijn · Groot Poelgeest · Hof van Putten · Puttensteyn · Landgoed De Raephorst · Kasteel Ravesteyn · Kasteel van Rhoon · Rijnegom · Rijnenburg · Huis te Riviere · Rodenburg · Hofstad Rodenrijs · Rodenrijs · Rosenburgh · Huis Roucoop · Santhorst · Schelluinderberg · Schonenburg · Kasteel van Schoonhoven · Souburgh · Spangen · Starrenburg · Huis ter Specke · Steenvoorde · Stenevelt · Slot Teylingen · Den Toll · Torenvliet · Slot Valckesteyn · Huis ter Waard · Warmont · Ter Weer · Hof van Wena · Kasteel Westerbeek · Huis te Woude · Kasteel van IJsselmonde · 't Zand · Huis Zevender · Kasteel aan de Zevender · Zijlhof · Zonneveld · Huis Zuidwijk · Zwieten